# Freddie Mercury
Freddie Mercury, s pravim imenom 	Farrokh Bulsara, je bil  britanski glasbenik, pevec in frontman skupine Queen, * 5. september 1946, Stone Town, Zanzibarski sultanat (zdaj Zanzibar, Tanzanija), † 24. november 1991, London, Združeno kraljestvo.
Rodil se je staršem indijskega porekla, ki so pripadali religiozno-etnični skupnosti Parsov (pripadnikov zaratustrstva), v takratnem britanskem protektoratu Zanzibar na istoimenskem otočju v Indijskem oceanu vzhodno od Afrike. Leta 1964, se je s starši zaradi težkih političnih razmer na Zanzibarju preselil v Anglijo, kjer se je vpisal na Ealling College of Art. V Angliji se je dolga leta učil in pisal o glasbi, dokler ni spoznal Rogerja Taylorja in Briana Mayja, nekoliko pozneje so še z Johnom Deaconom ustanovili eno najbolj znanih skupin na svetu - Queen, Freddie si je spremenil ime in postal njihov frontman. Z neverjetnim razponom glasu je bil eden najboljših vokalov na tedanji glasbeni sceni. Njegova najbolj znana pesem »Bohemian Rhapsody« se je devet tednov obdržala na prvem mestu britanske glasbene lestvice in uživa sloves najbolj prodajanega singla na svetu. 
Leta 1987 je spoznal Montserrat Caballé in z njo posnel album, na katerem je najbolj znana pesem »Barcelona«, ki je bila izvedena na odprtju olimpijskih iger v Barceloni leta 1992. Leta 1987 je Freddie zbolel za Aidsom in umrl 24. novembra leta 1991. Istega leta je izšel predzadnji album skupine Queen, na katerem je tudi pesem These Are the Days of Our Lives. Po smrti je bil kremiran in je zahteval, da se ne razve, kje je raztresen njegov pepel. Freddie je bil biseksualec. Bil je tudi velik oboževalec Lize Minelli in Michaela Jacksona, s katerim je posnel duet »State of Shock«, ki ni bil nikoli izdan kot singl, temveč je Mick Jagger pozneje v studiu posnel vokale, identične Freddiejevim, pesem pa je postala hit. Z Davidom Bowiejem je posnel pesem »Under Pressure«. Po smrti je svojo hišo v vrednosti 12 milijonov funtov v bogati četrti Kensington zapustil svoji nekdanji zaročenki Mary Austin.   

## Zgodnje življenje
Freddie Mercury, takrat imenovan Farrokh Bulsara, se je rodil 5. septembra 1946 v Zanzibarju, materi Jer in očetu Bomi. Njegov oče je bil računovodja britanske vlade. Bulsara je obiskoval angleško šolo v Zanzibarju, kjer se je naučil igrati klavir. Na tej šoli so ga zaradi njegove velike nadarjenosti poimenovali "Freddie". To ime je njegova družina sprejela in tako se je Bulsara poimenoval "Freddie Mercury". Ko so v Zanzibarju izbruhnile vojne in nemiri, se je Mercury leta 1964 z družino preselil v mesto Feltham v Angliji.

## Glasbena kariera
Po preselitvi v Anglijo je Mercury pri osemnajstih letih začel obiskovati fakulteto za umetnost in grafično oblikovanje. Pozneje je spoznal bobnarja Rogerja Taylorja in kitarista Briana Maya, ki sta igrala v skupini Smile. Kmalu je frontman skupine Tim Stafellon zapustil skupino in skupina je razpadla. Mercury se je zadnji trenutek pridružil Mayu in Taylorju ter vztrajal naj ostaneta. Mercury je skupini dal drugačno ime, leta 1970 pa so skupaj ustanovili eno najbolj znanih rock glasbenih skupin na svetu - Queen. Leta 1971 se jim je pridružil še bas kitarist John Deacon in takrat so začeli pisati prve pesmi.

### Queen
S svojim neverjetnim glasom je Mercury postal eden najboljših frontmanov in še danes velja za enega največjih glasbenikov v glasbeni zgodovini. Mercury je imel odličen talent na koncertih in za pisanje pesmi. Nanj so vplivale njegove izkušnje z različnimi glasbami, od indijske do britanske in ameriške glasbe. Njegova najboljša in najbolj znana pesem na svetu je "Bohemian Rhapsody" iz njegovega albuma iz leta 1975 "A Night at the Opera". V Veliki Britaniji je na vrhu lestvice ostala 9 tednov. V svoji celotni glasbeni karieri je napisal številne pesmi, ki so še danes zelo znane in jih je mogoče slišati, npr. "We Are The Champions" (New of the World, 1977), "Crazy Little Thing Called Love" (The Game, 1980) prva uspešnica skupine, Killer Queen (Sheer Heart Attack, 1974) in "Love of my Life" (A Night at the Opera, 1975). 
Leta 1985 je izdal svoj prvi samostojni album, Mr. Bad Guy, a je še naprej sodeloval s skupino. Najbolj znana pesem tega albuma je "Living On My Own", ki je postala velik hit po celem svetu. Leta 1987 je Mercury spoznal Montserrat Caballe in z njo posnel album z naslovom "Barcelona", ki je z znano istoimensko pesmijo bila izvedena na otvoritvi olimpiskih iger v Barceloni leta 1992. Leta 1989 je Mercury s skupino izdal dodaten albumov "The Miracle". 
Leta 1991 je Queen izdala zadnji album, ki je prikazoval življenje Mercurya, "Innduendo", v katerem sta dve glavni pesmi "The Show Must Go On" in "This Are The Days Of Our Lives".

## Smrt
Jeseni 1986 je Mercury na zdravniškem pregledu ugotovil, da ima AIDS. Kmalu se je odločil, da s skupino ne bo več hodil na turneje, večinoma zaradi bolezni, zaradi katere je moral pogosto ostajati doma. Pri snemanju uradnega videa skladbe These Are The Days Of Our Life, konec maja 1991, je močno shujšal in novinarji so vse bolj namigovali, da je Freddie zbolel za AIDS-om. Mercury je držal bolezen zase, saj ni hotel, da javnost izve, da je bolan. Do oktobra 1991 je bil že zelo slaboten in imel je slab vid. Zanimivo je, da je zavračal zdravila s katerimi se je zdravil, ker je hotel "pospešiti" svojo bolezen do smrti. Da je bolan, je v javnosti izjavil dan pred svojo smrtjo. 
24. novembra 1991 zvečer, je Mercury umrl na svojem domu v Londonu, star 45 let. Vzrok smrti je bila pljučnica, ki jo je povzročil AIDS. Njegova družina je hitro sporočila novico. V kratkem času se mu je veliko ljudi poklonilo in mu izkazalo spoštovanje, ko so pred njegov dom položili šopek rož in skupaj s preostalimi člani skupine zapeli najbolj žalostne pesmi skupine Queen. 
Tri dni po njegovi smrti, 27. novembra 1991 je bil Mercury kremiran in pokopan na londonškem pokopališču. Njegov pepel je bil oddan Mary Austin, ki ga je pokopala na mestu, za katerega verjamejo, da ga pozna le ona in izjavila, da ga ne bo nikoli nihče odkril.

## Spomini
20. aprila 1992 je bil v Londonu prirejen koncert v spomin Freddieja Mercuryja, ki so ga v živo predvajale televizijske postaje po vsem svetu in velja za bolj gledan koncert, kot Live Aid. V zasedbi so bili Tony Iommi, Robert Plant, Elton John, Axl Rose, Metallica, Paul Young, George Michael, Extreme, Lisa Stansfield, David Bowie, Liza Minnelli, Zucchero, Brian May, Roger Taylor, John Deacon, Ann Lennox, Seal, Def Leppard in še veliko drugih.
Konec oktobra 2018 je prišel v kinematografe film o njegovem življenju: Bohemian Rhapsody.

## Diskografija

### Solo albumi
- Mr. Bad Guy (1985)
- Barcelona (1988, z Montserrat Caballé)

Posmrtne izdaje:
- The Freddie Mercury Album / The Great Pretender [ameriška verzija] (1992)
- The Solo Collection (10 CD-jev in 2 DVD-ja) (2000)
- Lover of Life, Singer of Songs — The Very Best of Freddie Mercury Solo (2006)

### Solo singli
- Love Kills (1984)
- I Was Born to Love You (1985)
- Made in Heaven (1985)
- Living on My Own (1985)
- Time (1986)
- The Great Pretender (1987, ponovna izdaja 1993)
- Barcelona (z Montserrat Caballé, 1987, ponovna izdaja 1992)
- In My Defence (1992)
- Living on My Own (No More Brothers remiks, 1993)
- Love Kills (Sunshine People remiks, 2006)

### Queen
- diskografija skupine Queen